# DN55
DN55 este un drum național din România, aflat în întregime în județul Dolj. El leagă reședința de județ Craiova cu portul Bechet, capătul său fiind la terminalul de traversare a Dunării cu bacul spre orașul bulgar Oreahovo.